# Laura Beatrice Mancini
Laura Beatrice Mancini, née Laura Beatrice Oliva le 17 janvier 1821 à Naples (royaume des Deux-Siciles) et morte le 17 juillet 1869, est une poétesse italienne.

## Biographie
Laura Oliva est née à Naples et épousa, en 1840, le juriste et homme d'état italien, Pascal-Stanislas Mancini, représentant du Risorgimento et cofondateur de l'Institut de droit international . Elle écrivit des poèmes variés et anima, à partir des années 1840, un salon littéraire où bourgeois et nobles napolitains libéraux se retrouvaient et conversaient autour du théâtre, de la littérature ou des arts . Après la révolution de 1848, la famille déménagea à Turin. Bon nombre de ses poèmes tournaient autour d'événements politiques de son époque (voir unification italienne par exemple) et ce, spécialement après 1860 .
Sa fille, Grazia Pierantoni-Mancini, mariée au juriste Augusto Pierantoni, s'est également illustrée dans l'écriture et la poésie.
Dans la ville d'Avellino (Campanie), une rue lui rend hommage et porte désormais le nom de Laura Beatrice Mancini. Il existe également une via Laura Mancini Oliva à Naples.

## Œuvres
- Ines (1845)
- Colombo al convento della Rabida (1846)
- Poesie varie (1848)
- L'Italia sulla tomba di Vincenzo Gioberti (1853)
- Patria ed amore (1874)

## Crédit d'auteurs
- (en) Cet article est partiellement ou en totalité issu de l’article de Wikipédia en anglais intitulé « Laura Beatrice Mancini » (voir la liste des auteurs).

- (de) Cet article est partiellement ou en totalité issu de l’article de Wikipédia en allemand intitulé « Laura Beatrice Mancini » (voir la liste des auteurs).